# Лоцкинська сільська рада
Ло́цкинська сільська́ ра́да — адміністративно-територіальна одиниця та орган місцевого самоврядування в Баштанському районі Миколаївської області. Адміністративний центр — селище Лоцкине.

## Загальні відомості
- Населення ради: 2 087 осіб (станом на 2001 рік)

## Населені пункти
Сільській раді підпорядковані населені пункти:
- с-ще Лоцкине
- с-ще Перемога

## Склад ради
Рада складалася з 20 депутатів та голови.
- Голова ради: Бото Степан Миколайович
- Секретар ради: Рик Оксана Василівна

### Керівний склад попередніх скликань
Примітка: таблиця складена за даними сайту Верховної Ради України

### Депутати
За результатами місцевих виборів 2010 року депутатами ради стали:

#### За суб'єктами висування
| Суб'єкт висування                 | Кількість обраних депутатів | %  |
| --------------------------------- | --------------------------- | -- |
| Партія регіонів                   | 13                          | 65 |
| Самовисування                     | 3                           | 15 |
| Політична партія «Сильна Україна» | 2                           | 10 |
| Народна партія                    | 1                           | 5  |
| Соціалістична партія України      | 1                           | 5  |

#### За округами
| № округу                          | Прізвище, ім'я, по батькові      | Дата визнання обраним | Освіта  | Партійна приналежність                  | Відомості про обраного депутата                            |
| --------------------------------- | -------------------------------- | --------------------- | ------- | --------------------------------------- | ---------------------------------------------------------- |
| Народна Партія                    |                                  |                       |         |                                         |                                                            |
| 4                                 | Рик Оксана Василівна             | 03.11.2010            | середня | член Народної партії                    | Лоцкинська сільська рада, секретар сільської ради          |
| Партія регіонів                   |                                  |                       |         |                                         |                                                            |
| 1                                 | Дідик Яків Олександрович         | 03.11.2010            | середня | член Партії регіонів                    | приватний підприємець                                      |
| 2                                 | Поліщук Ірина Анатоліївна        | 03.11.2010            | середня | член Партії регіонів                    | Баштанський психоневрологічний інтернат, молодша медсестра |
| 3                                 | Артеменко Валентина Федорівна    | 03.11.2010            | середня | член Партії регіонів                    | пенсіонер                                                  |
| 6                                 | Біла Валентина Володимирівна     | 03.11.2010            | середня | член Партії регіонів                    | Лоцкинська сільська рада, головний бухгалтер               |
| 8                                 | Гапонеко Сергій Вікторович       | 03.11.2010            | середня | член Партії регіонів                    | приватний підприємець                                      |
| 10                                | Пунговський Сидорій Михайлович   | 03.11.2010            | вища    | член Партії регіонів                    | пенсіонер                                                  |
| 12                                | Бойко Олена Володимирівна        | 03.11.2010            | вища    | член Партії регіонів                    | Лоцкинська загальноосвітня школа, вчитель                  |
| 13                                | Коверзнєв Володимир Васильович   | 03.11.2010            | середня | член Партії регіонів                    | Лоцкинська дільнична лікарня, водій                        |
| 14                                | Тиліков Володимир Петрович       | 03.11.2010            | вища    | член Партії регіонів                    | Лоцкинська загальноосвітня школа, вчитель                  |
| 15                                | Буга Микола Юрійович             | 03.11.2010            | середня | член Партії регіонів                    | Укрзалізниця, бригадир                                     |
| 16                                | Карнацький Юрій Олексійович      | 03.11.2010            | середня | член Партії регіонів                    | Підприємство «Альтитуда», робітник                         |
| 19                                | Кузьміна Світлана Василівна      | 03.11.2010            | середня | член Партії регіонів                    | домогосподарка                                             |
| 20                                | Беспалько Людмила Миколаївна     | 03.11.2010            | середня | член Партії регіонів                    | тимчасово не працює                                        |
| Політична партія «Сильна Україна» |                                  |                       |         |                                         |                                                            |
| 5                                 | Ходаріна Любов Миколаївна        | 03.11.2010            | вища    | член Політичної партії «Сильна Україна» | заготівельник молока                                       |
| 11                                | Кузьменко Іван Іванович          | 02.01.2011            | вища    | позапартійний                           | Лоцкінська сільська рада, спеціаліст землевпорядник        |
| Соціалістична партія України      |                                  |                       |         |                                         |                                                            |
| 9                                 | Загородний Юрій Анатолійович     | 03.11.2010            | вища    | член Соціалістичної партії України      | приватний підприємець                                      |
| Самовисування                     |                                  |                       |         |                                         |                                                            |
| 7                                 | Сласінова Світлана Дмитрівна     | 03.11.2010            | середня | позапартійна                            | Баштанський психоневрологічний інтернат, молодша медсестра |
| 17                                | Нікулін Леонід Анатолійович      | 03.11.2010            | середня | позапартійний                           | вебдизайнер інтернет                                       |
| 18                                | Забродський Микола Олександрович | 03.11.2010            | вища    | позапартійний                           | пенсіонер                                                  |

## Населення
Згідно з переписом УРСР 1989 року чисельність наявного населення сільської ради становила 2359 осіб, з яких 1026 чоловіків та 1333 жінки.
За переписом населення України 2001 року в сільській раді мешкало 2080 осіб.

### Мова
Розподіл населення за рідною мовою за даними перепису 2001 року:
| Мова       | Відсоток |
| ---------- | -------- |
| українська | 90,08 %  |
| російська  | 8,48 %   |
| молдовська | 0,91 %   |
| вірменська | 0,14 %   |
| білоруська | 0,05 %   |
| болгарська | 0,05 %   |
| угорська   | 0,05 %   |
| інші       | 0,24 %   |